# Три дня в Джонстауне
«Три дня в Джонстауне» (англ. Jonestown: Paradise Lost, дословный перевод Джонстаун: Потерянный рай) — документально-игровой фильм, показанный в 2007 году на международном спутниковом и кабельном телевизионном канале History Channel. 19 января 2008 года фильм был также показан на российском Первом канале.

## Сюжет
В фильме повествуется о последних днях Джонстауна, Храма народов и Джима Джонса. Устами свидетелей и людей, переживших страшную трагедию, картина восстанавливает последнюю неделю перед трагедией 18 ноября 1978 года. Фильм отражает официальную версию произошедших событий.

## В ролях
- Тед Биггз
- Рик Робертс
- Квентин Крог
- Брендан Мюррэй
- Алон Нэшман
- Грег Эллванд
- Кевин Отто
- Роксана МкКайзер
- Синди Сэмпсон
- Виктория Бартлетт